# Saint-Laurent-de-la-Salanque
Saint-Laurent-de-la-Salanque en francés, Sant Llorenç de la Salanca en idioma catalán,  es una localidad y comuna francesa situada en el departamento de los Pirineos Orientales y la región de Languedoc-Rosellón, atravesada por el río Agly. Como su nombre lo indica, se ubica en la pequeña subcomarca oriental del Rosellón de la Salanca, zona muy baja costera con lagunas costeras y marismas desecadas de la cual se ha extraído sal marina.
Sus habitantes reciben el gentilicio en francés de Laurentins o de Llorençà, Llorençana en catalán.

## Lugares de interés
- Estanque de Salses, también llamado estanque de Leucate.

## Demografía
| 3 300 | 3 649 | 3 971 | 4 523 | 7 186 | 7 932 |
| Para los censos de 1962 a 1999 la población legal corresponde a la población sin duplicidades (Fuente: INSEE [Consultar]) |       |       |       |       |       |

## Personalidades ligadas a la comuna
- Eloi Pino, fundador de la población de Yibuti.
- Pierre Latécoère, importante ingeniero aeronáutico.